# Пила 2
«Пила́ 2» (англ. Saw II) — американский фильм ужасов 2005 года режиссёра Даррена Линна Боусмана по сценарию, написанному с Ли Уоннеллом. Является продолжением к фильмам «Пила: Игра на выживание» (2004) и «Пила X» (2023) и вторым фильмом серии фильмов «Пила». Главные роли исполнили Донни Уолберг, Franky G, Гленн Пламмер, Беверли Митчелл, Дина Мейер, Эммануэль Вожье, Эрик Кнудсен, Шони Смит и Тобин Белл. По сюжету группа бывших осуждённых оказывается в ловушке серийного убийцы Джона Крамера внутри дома и должна пройти серию смертельных испытаний, чтобы получить противоядие от нервно-паралитического отравляющего вещества, которое убьёт их через два часа.
После успешного первого уик-энда первого фильма сиквел сразу же получил зелёный свет. Уоннелл и Джеймс Ван были заняты подготовкой к следующему фильму и не смогли написать сценарий или снять фильм. Боусман написал сценарий под названием «The Desperate» до выхода «Пилы» и искал продюсера, но многие студии отвергли его. Грегг Хоффман получил сценарий и показал его своим партнёрам Марку Бергу и Орену Коулзу. Было решено, что с некоторыми изменениями он может быть внесён в «Пилу 2». Уоннелл стал доступен для переписывания сценария. У фильма был больший бюджет и снимался с мая по июнь 2005 года в Торонто.
Фильм был выпущен в США 28 октября 2005 года компанией Lionsgate Films. Он заработал в первый день 31,9 миллиона долларов и 88 миллионов долларов в США и Канаде. Он является самым кассовым фильмом серии в этих странах. Белл был номинирован на «Лучшего злодея» на церемонии MTV Movie Awards 2006 за роль Конструктора. Фильм был выпущен на видео 14 февраля 2006 года и возглавил чарты в первую неделю, продав более 3 миллионов копий. Продолжение под названием «Пила 3» было выпущено в 2006 году.

## Сюжет
Полицейский информатор Майкл просыпается в комнате с набитой шипами маской, пристёгнутой к его шее. Он отказывается вынимать ключ из своего глаза и погибает, когда маска закрывается на его голове. На месте убийства Майкла детектив Керри находит сообщение для своего бывшего напарника, детектива Эрика Мэтьюза. Мэтьюз присоединяется к Керри и офицеру Риггу, которые возглавляют группу спецназа на фабрике, изготовившей замок от ловушки Майкла. Там они задерживают Джона Крамера, убийцу-конструктора, который указывает на компьютерные мониторы, показывающие восемь человек, запертых в доме, включая его единственную выжившую Аманду, сына Мэтьюза Дэниела и шесть других жертв: Ксавье, Джонаса, Лору, Эддисон, Оби и Гаса. Нервно-паралитическое вещество, заполнившее дом, убьёт их всех в течение двух часов, но Джон уверяет Мэтьюза, что если он будет следовать правилам игры, то снова увидит Дэниела. По настоянию Керри Мэтьюз соглашается выиграть время для прибытия технической команды и отслеживания видеосигнала. Во время их разговора Джон рассказывает Мэтьюзу, что его главной мотивацией для создания игр была попытка самоубийства после того, как ему поставили диагноз рака, что привело к вновь обретённой оценке жизни; игры призваны помочь его жертвам развить такую же оценку.
С помощью микрокассетного диктофона группа получает информацию о том, что противоядия спрятаны по всему дому; одно из них находится в сейфе в комнате, и кассета даёт загадочный ключ к разгадке. Ксавье игнорирует предупреждающую записку и использует ключ, который был вложен в кассету, чтобы открыть дверь. В глазок стреляет револьвер, убивая Гаса. Как только дверь открывается, они обыскивают дом и находят подвал, где Оби, который помогал в похищении других жертв, погибает в печной ловушке при попытке достать два противоядия. В другой комнате испытание Ксавьера включает в себя копание в яме, заполненной шприцами, где за две минуты необходимо достать ключ от стальной двери, но вместо этого он бросает в яму Аманду. Она достаёт ключ, но Ксавье не успевает вовремя отпереть дверь. На протяжении всей игры группа обсуждает связи между ними и определяет, что каждый из них ранее был заключён в тюрьму, за исключением Дэниела. Во время испытания Джон раскрывает принадлежность «игроков» к Мэтьюзу, который был коррумпированным полицейским, подставлявшим своих подозреваемых в различных преступлениях.
Ксавье возвращается в безопасную комнату и находит номер на затылке Гаса. Поняв, что цифры — это комбинация для сейфа, он убивает Джонаса и начинает охоту на остальных. Лора поддаётся действию нервно-паралитического вещества и умирает, после того как находит ключ к разгадке личности Дэниела. Разгневанная этим открытием, Эддисон уходит одна и находит стеклянную коробку с противоядием, но её руки оказываются зажатыми в отверстиях, вдоль которых расположены скрытые лезвия. Ксавье входит в комнату и оставляет её умирать, прочитав её номер. Аманда и Дэниел находят туннель из первой комнаты, ведущий в полуразрушенную ванную. После того, как Ксавье загоняет их в угол, Аманда насмехается над ним, подразумевая, что он не узнает свой номер, потому что никто ему его не прочитает. Ксавье в ответ срезает кусок кожи у себя на затылке, чтобы прочитать свой номер, после чего нападает на Аманду и Дэниела, и Дэниел перерезает ему горло ножовкой.
Увидев, что Ксавье гонится за его сыном, Мэтьюз нападает на Джона и заставляет его отвести его в дом. Техническая команда отслеживает источник видео, и пока команда Ригга обыскивает дом, Керри понимает, что игра происходила за несколько дней до того, как они захватили Джона, пока не истечёт таймер игры Мэтьюза, чтобы показать Дэниела в безопасности, связанного и дышащего в кислородной маске. Не подозревая об этих событиях, Мэтьюз входит в дом один и направляется в ванную, где его усыпляет фигура в маске свиньи. Он просыпается, прикованный за лодыжку к трубе, и находит магнитофон, оставленный Амандой, которая рассказывает, что стала сообщницей Джона после того, как пережила свою первую ловушку, и помогла ему организовать испытание Мэтьюза во время игры в доме, намереваясь продолжить работу Джона после его смерти. Затем появляется Аманда и закрывает дверь, оставляя Мэтьюза умирать, в то время как Джон слышит его крики снаружи и улыбается.

## В ролях
| Актёр           | Роль                      |
| --------------- | ------------------------- |
| Тобин Белл      | Джон Крамер / Конструктор |
| Донни Уолберг   | Эрик Мэтьюс               |
| Шони Смит       | Аманда Янг                |
| Эммануэль Вогье | Эддисон Кордэй            |
| Фрэнки Джи      | Ксавьер Чейвез            |
| Дина Мейер      | детектив Эллисон Керри    |
| Беверли Митчелл | Лаура Хантер              |
| Гленн Пламмер   | Джонас Сингер             |
| Лайрик Бент     | сержант Дэниэл Ригг       |
| Тим Бард        | Оби Тэйт                  |
| Тони Нпаппо     | Гас Колиард               |
| Эрик Кнудсен    | Дэниэл Мэттьюс            |
| Ноам Дженкинс   | Майкл Маркс               |

## Производство

### Разработка и сценарий
Фильм сразу же получил зелёный свет после успешного первого уик-энда первого фильма. Продюсерам нужен был сценарий для сиквела, но Джеймс Ван и Ли Уоннелл, режиссёр и сценарист первого фильма, работали над «Мёртвой тишиной». Режиссёр музыкальных видео Даррен Линн Боусман только что закончил сценарий для своего первого фильма «Отчаянный» и пытался продать его студиям, но получил реакцию на то, что сценарий был очень похож на «Пилу». Немецкая студия в конечном итоге подошла к нему с предложением снять фильм за 1 миллион долларов. Так же, как они искали оператора, американский оператор Дэвид А. Армстронг, который работал над первым фильмом, прибыл в студию и предложил показать сценарий продюсеру первого фильма Греггу Хоффману. Хоффман прочитал сценарий и назначил Боусмана продюсером «Отчаянного». Боусман был первоначально расстроен, когда услышал о сходстве своего сценария с «Пилой», и сначала боялся, что Lionsgate позвонит с жалобой на плагиат. После того, как Хоффман показал сценарий своим партнёрам Марку Бергу и Орену Каулзу, они решили, что «Отчаянный» был стартовым сценарием, который им нужен для «Пилы 2», а два месяца спустя Боусман был доставлен в Торонто для режиссуры.
Уоннелл отредактировал сценарий при участии Вана, чтобы перенести его во вселенную «Пилы», но сохранил персонажей, ловушки и смерти из сценария «Отчаянного». Боусман сказал: «Но вы можете прочитать сценарий для „Отчаянного“ и посмотреть „Пилу 2“, и вы не сможете провести сравнение». Первый черновик Боусмана для «Отчаянных» состоял в жестоком фильме с рейтингом X, но после того, как агент Боусмана обнаружил, что ему было трудно купить сценарий, потому что большинство студий были отключены из-за уровня насилия, Боусман изменил свой сценарий, чтобы у фильма был рейтинг R, когда руководители Lionsgate включили его возможность. В целом, «Отчаянный» имел аналогичную мрачную, отвратительную атмосферу и поворотную концовку, поэтому руководители нашли параллели в стиле сценария. Ван и Уоннелл также выступали в качестве исполнительных продюсеров. Все члены съёмочной группы предыдущего фильма вернулись: монтажёр Кевин Гротерт, оператор Армстронг и композитор Чарли Клоузер. Это последний фильм Хоффмана; он умер 4 декабря 2005 года.
Сценарий получили только те ключевые актёры и члены съёмочной группы, которые участвовали в финале фильма; остальные получили только первые 88 страниц. Если конкретная страница была переписана, старая страница была измельчена. Члены также должны были подписать соглашения о конфиденциальности, требующие от них не раскрывать никаких подробностей сюжета. Сообщается были сняты «четыре или пять» альтернативных концовок, чтобы сохранить концовку сюрпризом. Боусман дал актёрам свободу изменять диалог в сценарии. Он сказал, что 95 % времени актёры шли по сценарию, при этом около 5 % были адлибами, что, по его словам, «сделало все изменения в мире». Донни Уолбергу было разрешено изменить некоторые диалоги, особенно диалоги Эрика Мэтьюза со своим сыном Дэниелом и Конструктором. Для первого Уолберг добавил фразу того, что было последним, что Эрик сказал Дэниелу, основываясь на том, что он говорит своему первому сыну, прежде чем повесить трубку. Для последнего Уолберг чувствовал, что отношения между Эриком и Конструктором были «слишком дерзкими», и должен подчеркнуть необходимость Эрика сидеть с Конструктором, чтобы спасти своего сына; Тобин Белл согласился с большинством этих изменений, которые Уолберг добавлял после того, как заканчивал съёмки каждый день, и двое импровизировали друг друга на съёмочной площадке. Хоффман сказал в интервью Fangoria, что они выслушали предложения фанатов. Например, вместо того, чтобы только показать последствия того, что персонаж яростно умирает в воспоминаниях, они позволили бы ему разворачиваться так, как это произошло. Это контрастировало с пилой, в которой большая часть насилия подразумевалась за кадром.

### Кастинг
С первого фильма Тобин Белл вернулся, чтобы сыграть Конструктора, хотя он не был обязан возвращаться. Белл счёл увлекательным повторить свою роль, но сыграл её, как и любой из его, чувствуя, что ему нужно поставить себя на сторону Конструктора, чтобы войти в характер и играть его должным образом. Шони Смит также вернулась, чтобы сыграть Аманду, хотя она никогда не представляла, что когда-либо повторит эту роль, так как не ожидала, что первый фильм станет таким хитом. Боусман был заменяющим фигуры с капюшоном, которая кладёт ключ за глаз Майкла Маркса. Поклонники сразу же предположили, что он является главным героем первого фильма доктором Лоуренсом Гордоном, чтобы добавить «вкуса» к спектаклю, хотя Боусман не хотел, чтобы фигура была Гордоном.
Донни Уолберг был выбран на роль Эрика Мэтьюза из-за привлекательности к персонажу и сценарию. В шестнадцать лет Эрик Кнудсен получил роль Дэниела Мэтьюза в своём первом крупном художественном фильме; Кнудсен усердно пробовался, чтобы получить роль, и был взволнован тем, что его уведомили о том, что он выиграл роль, так как первый фильм была одним из его любимых фильмов ужасов наряду с серией «Крик».
Беверли Митчелл была выбрана на роль Лоры Хантер, несмотря на её неприязнь к фильмам ужасов и её неспособность смотреть первый фильм полностью, пока не попыталась в пятый раз, но она приняла роль, тем не менее, потому что искала сложную и пугающую роль, чтобы раздвинуть свои границы, которые она нашла в Лоре физически из-за требования играть больную и кашляющую. Лайрик Бент первоначально пробовался на роль Ксавье Чавеса, но он был выбран на роль Дэниела Ригга из-за страха перед расовыми стереотипами о кастинге афроамериканца в качестве наркоторговца, что привело к кастингу Franky G на роль Ксавье, хотя Бент всё ещё считал стереотипность о создании персонажа пуэрто-риканским.

### Съёмки и постпродакшн
Фильм получил больший бюджет в размере 4 миллионов долларов. по сравнению с бюджетом первого фильма в чуть более 1 миллиона долларов. Маркетинг составил дополнительные 2 миллиона долларов. Первая сцена, в которой были сняты полицейские машины и фургон спецназа, проезжающий по промышленным докам за пределами звуковой сцены, была снята 29 апреля 2005 года в Торонто. Съёмки проходили в течение 25 дней на киностудии Cinespace Film Studios в Торонто со 2 мая 2005 года по 6 июня 2005 года. Первоначально фильму был предоставлен 21 день для съёмок. Сцены с нервно-паралитическим газом были сняты на заброшенном складе в Торонто, и актёры, которые играли жертв, работали шестнадцать часов каждый день. Во время съёмок, помимо того, что у него был репетитор на съёмке в течение двух часов, Эрик Кнудсен заразился гриппом, поэтому он снял свою роль во время болезни, которую он размышлял и которая на самом деле работала из-за очевидного отравления его персонажа на протяжении всего фильма. Концовка была снята 25 и 26 мая. Музыка и звук были записаны в июле, а блокировка изображения была сделана 16 июля. Производство завершилось к 9 сентября. Визуальные эффекты были выполнены C.O.R.E. Digital Pictures и услуги постпродакшна были предоставлены Deluxe Media.

### Ловушки
Дэвиду Хаклу, художнику-постановщику фильма, потребовалось три недели, чтобы построить 27 сетов на одной звуковой сцене. Кукла Билли, используемая в серии для предоставления инструкций жертвам Конструктора, была первоначально создана Ваном из рулонов бумажных полотенец и папье-маше. Учитывая больший бюджет на продолжение, Билли был обновлён с дистанционным управлением глазами и сервоприводом. В одной ловушке, «Игольчатая комната», Аманду бросают в яму с иглами, чтобы найти ключ. Чтобы это было безопасно, четыре человека в течение четырёх дней снимали иглы из шприцев и заменили их волоконно-оптическими наконечниками. Они модифицировали в общей сложности 120 000 поддельных игл. Однако этого количества было недостаточно, и яма должна была быть заполнена пенополистиролом и другими материалами, чтобы у неё было больше игл. Иглы, которые, по-видимому, застряли в Смит, на самом деле были тупыми шприцами, застрявшими в прокладке под её одеждой. Для некоторых снимков использовалась поддельная рука.
Боусман придумал идею, с помощью которой руки персонажа застрянут в каком-то судне, и это привело к «Ручной ловушке». Это оказалось сложной задачей, но после долгих обсуждений Хакл, мастер недвижимости Джим Мюррей и арт-директор Мишель Брейди придумали подходящий дизайн. Они разместили стеклянную коробку, подвешенную цепями к потолку, которая содержала подкожную иглу с противоядием и имела два отверстия для рук на нижней стороне. Как только Эддисон вставит руки в отверстия, лезвия бритвы закроются на её руках, и любая попытка выйти из ловушки приведёт к её кровотечению до смерти. Чтобы безопасно использовать ловушку, строители реквизита заставили наручники двигаться внутри коробки и создали поддельные лезвия, которые убирались из рук актрисы, тем самым позволяя ей вытащить руки. Впоследствии Хакл прокомментировал, что персонажу не нужно было вкладывать руки в ловушку, так как на другой стороне коробки был замок с ключом, который открыл бы приспособление.
Первоначальная идея «печной ловушки» возникла из дома, будучи в какой-то момент крематорием, но это включало бы превращение дома в похоронный салон, поэтому вместо этого было решено, что печь будет частью котельной системы дома. Печь была визуализирована в виде компьютерной модели, чтобы Боусман мог лучше понять, как можно снимать сцены. Используя компьютерную модель в качестве руководства, печь была построена за три дня с использованием цементной доски и олова со съёмными сторонами и верхом, чтобы Оби мог быть снят, ползающий внутрь. Печь произвела настоящее пламя, и вместо Бёрда в огонь заполз каскадёр, использующий огнезащитный гель.

## Показ
Фильм был выпущен в Новой Зеландии, США и Великобритании 28 октября 2005 года и 17 ноября 2005 года в Австралии. Оригинальный тизерный плакат с двумя кровавыми, отрезанными пальцами, представляющими римскую цифру II, был отклонён Американской ассоциацией кинокомпаний. Поскольку плакат уже был выпущен и сумел «скользнуть» через MPAA, они выпустили релиз, в котором говорилось, что плакат не был одобрен и неприемлем; Lionsgate удалила плакат со своих веб-сайтов. Вместо этого изображение было использовано для обложки саундтрека к фильму. Lionsgate провела второе ежегодное донорство крови «Give Til It Hurts» для Красного Креста и собрал 10 154 пинты крови.

### Саундтрек
Саундтрек фильм был выпущен 25 октября 2005 года на Treadstone Records. Джонни Лофтус из AllMusic дал саундтреку две с половиной звезды из пяти, написав: «Ремиксер и иногда музыка члена NIN были перегружены, таинственны, напряжены и умело пугают, как и лагерь ужасов самого фильма». Видео на песню «Forget to Remember» также было снято Боусманом.

### Выход на видео
Фильм был выпущен на DVD, VHS и Universal Media Disc 14 февраля 2006 года компанией Lions Gate Home Entertainment. DVD дебютировал на первом месте, продав 2,5 миллиона копий в первый день. Он продал 3,9 миллиона копий за первую неделю, став самым быстро продаваемым театральным DVD в истории Lions Gate. В арендной плате фильм возглавил чарты в первую неделю, заработав 9,96 миллиона долларов в совокупной аренде, обойдя «Между небом и землёй» (5,96 миллиона долларов). На второй неделе он занял первое место в чартах аренды с 5,29 миллионами долларов, несмотря на снижение на 47 % по сравнению с первой неделей.
24 октября 2006 года было выпущено DVD-издание «Unrated Special Edition», а 23 января 2007 года было выпущено расширенное Blu-ray издание с различными дополнительными материалами.

## Реакция

### Кассовые сборы
Фильм заработал в первый день 31,7 миллионов долларов на 3879 экранах в 2949 кинотеатрах. Трёхдневный первый уик-энд на Хэллоуин установил рекорд Lionsgate. В то время он стал самым широким релизом для Lionsgate и одним из лучших первых уик-эндов для сиквела ужасов. Во второй уик-энд сборы упали на 47 %, составив 16,9 миллиона долларов.
Фильм заработал в первый день в Великобритании 3,8 миллионов долларов на 305 экранах, что на 70 % больше, чем первый фильм. Он в первый день в Японии на 67 экранах заработал 750 000 долларов. Заработав впервые день 1,3 миллиона долларов на 173 экранах, этот фильм был на первом месте в Австралии. Фильм заработал 87 миллионов долларов в США и Канаде и 60,7 миллиона долларов на других территориях на общую сумму 147,7 миллионов долларов по всему миру. В США и Канаде фильм является самым кассовым фильмом серии.

### Критика
На сайте Rotten Tomatoes фильм имеет рейтинг 37 % со средней оценкой 4,70/10. Консенсус сайта гласит: «„Пила 2“, вероятно, порадует счастливых поклонников оригинала, хотя это может быть слишком ужасно для тех, кто не знаком с предпосылкой первого фильма». «Metacritic» присвоил фильму оценку 40 из 100, основанную на 28 отзывах, указав на «смешанные или средние отзывы». Зрители, опрошенные «CinemaScore», дали фильму среднюю оценку «B+» по шкале от «A+» до «F».
Роберт Кёлер из «Variety» написал: «Подготовок новых приспособлений пыток Руба Голдберга недостаточно, чтобы вытащить „Пилу 2“ из тени своего нервного предшественника». Грегори Киршлинг из Entertainment Weekly дал фильму оценку «B-», сказав: «„Пила 2“ едва ли лучший фильм категории „Б“, чем Пила», и что оба фильма «более умны и отвратильны, чем они на самом деле пугают». Он похвалил выступление Белла в роли Конструктора, сказав: «Как маньяк с опущенной стороной во плоти, Тобин Белл, несмотря на все гевгаусы фильма, является очень крепким ужасом „Пилы 2“, похожим на Теренса Стэмпа, который называет на ум захудалого генерала Зода, лениво наблюдая за вселенной из логова своего злодея», Он закончил свой отзыв: «Там, где „Пила 2“ отстаёт в новизне первому фильму, он берёт на себя инициативу с более плавной посадкой, которая снова подготовлена к тому, чтобы взорвать фильм, но справляется с более убедительной работой, чем чит-финал».
Кевин Крюст из «Los Angeles Times» назвал фильм «достойным продолжением своего ужасного предшественника». Он сказал, что история «гораздо больше сосредоточена на финале, чем на оригинальном фильме. Меньше пробелов в доверии, и есть много разворотов, чтобы удовлетворить поклонников». Он раскритиковал использование многочисленных воспоминаний, сказав, что это «лишает нас удовольствия от фактического воспоминания». Лора Керн из «The New York Times», сказала, что Боусман «доставляет аналогичные хардкорные, практически несмешные страхи и усиливающее напряжение, но только после того, как прошло шаткое начало, которое больше похоже на телевизионное шоу на криминалистическую тематику, чем на фильм ужасов», и назвала монтаж Гротерта «хитрым». Она назвала сиквел «больше трюком, чем угощением» и что он «на самом деле не сравнится с его прекрасным предшественником, хотя ему всё ещё удаётся открывать глаза (а иногда и положительно тошнить) самому по себе». Ким Ньюман из «Empire» дал фильму три звезды из пяти. Он сказал, что фильм улучшает «извращённое увлечение Конструктора убийствами в стиле фильма „Семь“ и жестокими головоломками» и что интеллектуальные игры Пилы делают «Ганнибала Лектера похожим на составителя быстрого кроссворда „Солнце“». Он закончил свой отзыв, сказав: «Морально сомнительно, но этот кровавый меланж пыток, террора и мрачной юмористической развращённости обращается к больному щенку внутри всех нас».

### Награды и номинации
Тобин Белл был номинирован на «Лучшего злодея» на MTV Movie Awards 2006 за роль Конструктора, уступив Хейдену Кристенсену за роль Дарта Вейдера в фильме «Звёздные войны. Эпизод III: Месть ситхов».
| Премия                       | Категория                                          | Получатель(и)                                                                             | Результат |
| ---------------------------- | -------------------------------------------------- | ----------------------------------------------------------------------------------------- | --------- |
| Гильдия канадских режиссёров | Выдающийся звуковой монтаж в полнометражном фильме | Роб Бертола; Том Белич; Аллан Фунг; Марк Гинграс; Джон Лэнг; Пол Шиката; Джон Дуглас Смит | Номинация |
| Fangoria Chainsaw Awards     | Лучший злодей                                      | Тобин Белл                                                                                | Победа    |
| MTV Movie Awards             | Лучший злодей                                      | Тобин Белл                                                                                | Номинация |
| Сатурн                       | Лучшее специальное DVD-издание                     | —                                                                                         | Номинация |
| Сатурн                       | Лучший фильм ужасов                                | —                                                                                         | Номинация |
| Teen Choice Awards           | Выбор фильма: Крик                                 | Донни Уолберг                                                                             | Номинация |
| Teen Choice Awards           | Выбор фильма: Триллер                              | —                                                                                         | Номинация |